# حيد تشيلي

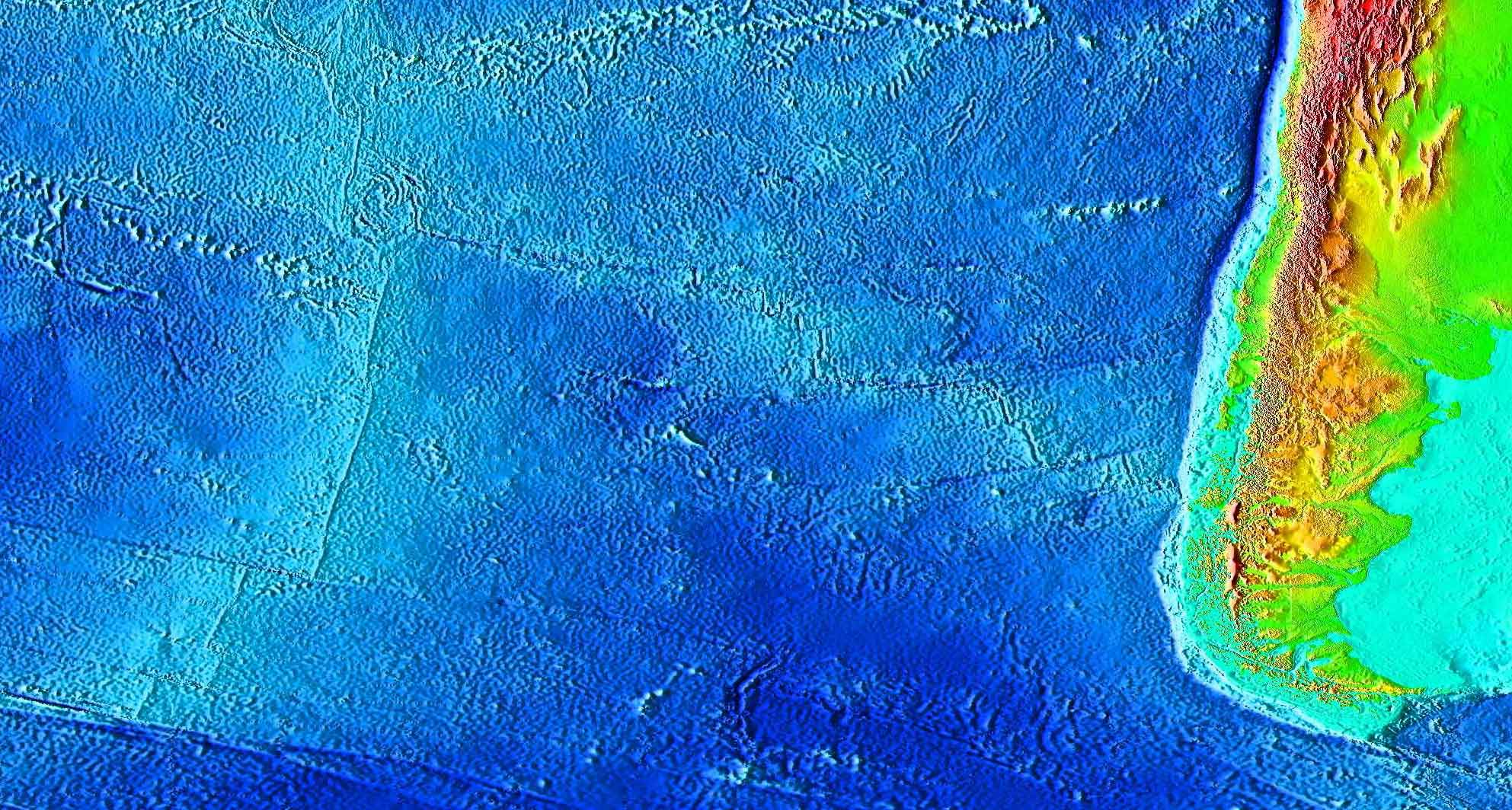
مرتفعات تشيلي على المحيط الهادئ.

حيد تشيلي (بالإسبانية: Dorsal de Chile)‏ عبارة عن سلسلة من المنحدرات المحيطية، التي تمثل حد تكتوني تباعدي يفصل بين صفيحة نازكا والصفيحة القطبية الجنوبية، ويحدها من الجهة الشرقية تقاطع تشيلي ثلاثي (Chile Triple Junction) حيث تنخفض تشيلي رايز أسفل الصفيحة الأمريكية الجنوبية. في الأخدود الواقع بين تشيلي وبيرو (Peru-Chile Trench). وتمتد السلسلة باتجاه الغرب إلى النقطة الثلاثية جنوب الصفيحة الأرضية الصغيرة خوان فيرنانديز (Juan Fernández Microplate) حيث تقسم سلسلة المنحدرات الشرقية للمحيط الهادئ.